# Lassie (série télévisée, 1954)
Pour les articles homonymes, voir Lassie.
Lassie est une série télévisée américaine en 588 épisodes de 26 minutes, dont 352 en noir et blanc créée par Robert Maxwell, diffusée entre le 12 septembre 1954 et le 21 mars 1971 sur le réseau CBS, puis du 7 octobre 1971 au 24 mars 1973 en syndication.
Au Québec, la série a été diffusée à partir du 6 septembre 1969 à la Télévision de Radio-Canada en débutant par la onzième saison en couleurs, et en France, à partir du 13 septembre 1972 sur la deuxième chaîne de l'ORTF et rediffusée à partir du 22 décembre 1980 sur FR3, puis sur M6 jusqu'en 1992 et dès 1992 sur France 3.
En 2000, la société Classic Media est créée pour regrouper les droits sur plusieurs séries, dont Casper le gentil fantôme, Lassie, Rocky and Bullwinkle et The Lone Ranger. Le 23 juillet 2012, DreamWorks achète Classic Media pour 155 millions de $.

## Synopsis
Cette série met en scène les aventures d'une chienne colley, Lassie, et de ses jeunes maîtres, Jeff Miller, puis Timmy Martin.

## Distribution
- Jan Clayton : Ellen Miller (1954-1957)
- George Cleveland : Grand-père Miller (1954-1957)
- Paul Maxey : Matt Brockway (1954-1957)
- Tommy Rettig : Jeff Miller (1954-1957)
- Arthur Space : Docteur Weaver (1954-1964)
- Donald Keeler : Sylvester « Porky » Brockway (1954-1957)
- Cloris Leachman : Ruth Martin (1957-1958)
- John Sheppod : Paul Martin (1957-1958)
- Jon Provost : Timmy Martin (1957-1964)
- George Chandler : Oncle Petrie Martin (1958-1959)
- Andy Clyde : Cully Wilson (1958-1964)
- Todd Ferrell : Boomer Bates (1958-1959)
- Hugh Reilly : Paul Martin (1958-1964)
- June Lockhart : Ruth Martin (1959-1964)
- Robert Bray : Cory Stuart (1964-1969)
- Jed Allan : Scott Turner (1968-1970)
- Jack De Mave : Bob Erickson (1968-1970)
- Stuart Lee : Lane (1971-1973)
- Mark Miranda : Andy Lopez (1971-1973)
- Radames Pera :  Willy (1971-1973)
- Ron Hayes : Garth Holden (1972-1973)
- Josh Albee : Mike Holden (1972-1973)
- Larry Wilcox : Dale Mitchell (1972-1973)
- Pamelyn Ferdin : Lucy Baker (1973)
- Sue Lambert : Sherry Boucher (1973)
- Larry Pennell : Keith Holden (1973)

## Épisodes
- Famille Miller (3 saisons, 103 épisodes, 1954-1957)
- Famille Martin (7 saisons, 249 épisodes, 1957-1964)
- Famille Ranger (6 saisons, 173 épisodes, 1964-1970)
- Lassie seule (1 saison, 22 épisodes, 1970-1971)
- Ranch Holden (2 saisons, 44 épisodes, 1971-1973)

## Commentaires
- Le pilote et le 24e épisode de la première saison (1954) ont été tournés en couleur. Tous les autres épisodes de la famille Miller et la famille Martin ont été tournés en noir et blanc.
- À partir de la 11e saison (famille Ranger, 1964), les épisodes ont été tournés en couleur.
- CBS a annulé la série après la 17e saison (Lassie seule), faute de case horaire. Les deux dernières saisons (Ranch Holden) ont été diffusées en syndication.
- Contre toute attente, si Lassie est une femelle dans le script, tous les animaux qui ont interprété le rôle étaient des mâles. Le premier interprète historique de Lassie s’appelait Pal. Il est apparu dans le pilote, avant sa disparition en 1958[2].
- Il existe en tout 165 épisodes édités en DVD en version française chez LCJ Editions, sous forme de quatre coffrets de huit DVD chacun. Ces épisodes partent à partir de la douzième saison (1965-1966).